# Discogobio caobangi
 Discogobio caobangi és una espècie de peix cipriniforme de la família dels ciprínids que es troba al Vietnam.